# Escœuilles
Escœuilles (flämisch: Skole) ist eine französische Gemeinde mit 475 Einwohnern (Stand 1. Januar 2022) im Département Pas-de-Calais in der Region Hauts-de-France (vor 2016: Nord-Pas-de-Calais). Sie gehört zum Arrondissement Saint-Omer und zum Kanton Lumbres.

## Lage
Die Gemeinde Escœuilles liegt im Regionalen Naturpark Caps et Marais d’Opale, 20 Kilometer östlich von Boulogne-sur-Mer. Durch die Gemeinde führt die teilweise autobahnartig ausgebaute RN 42. Nachbargemeinden von Escœuilles sind Rebergues im Norden, Haut-Loquin im Nordosten, Alquines im Osten, Brunembert im Südwesten sowie Quesques im Süden Surques im Nordwesten.

## Bevölkerungsentwicklung
| Jahr                       | 1962 | 1968 | 1975 | 1982 | 1990 | 1999 | 2006 | 2013 | 2022 |
| Einwohner                  | 321  | 328  | 309  | 296  | 331  | 398  | 433  | 472  | 475  |
| Quellen: Cassini und INSEE |      |      |      |      |      |      |      |      |      |

## Sehenswürdigkeiten
- Kirche Notre-Dame-de-l’Assomption von 1926
- Kapelle Notre-Dame-de-Lourdes

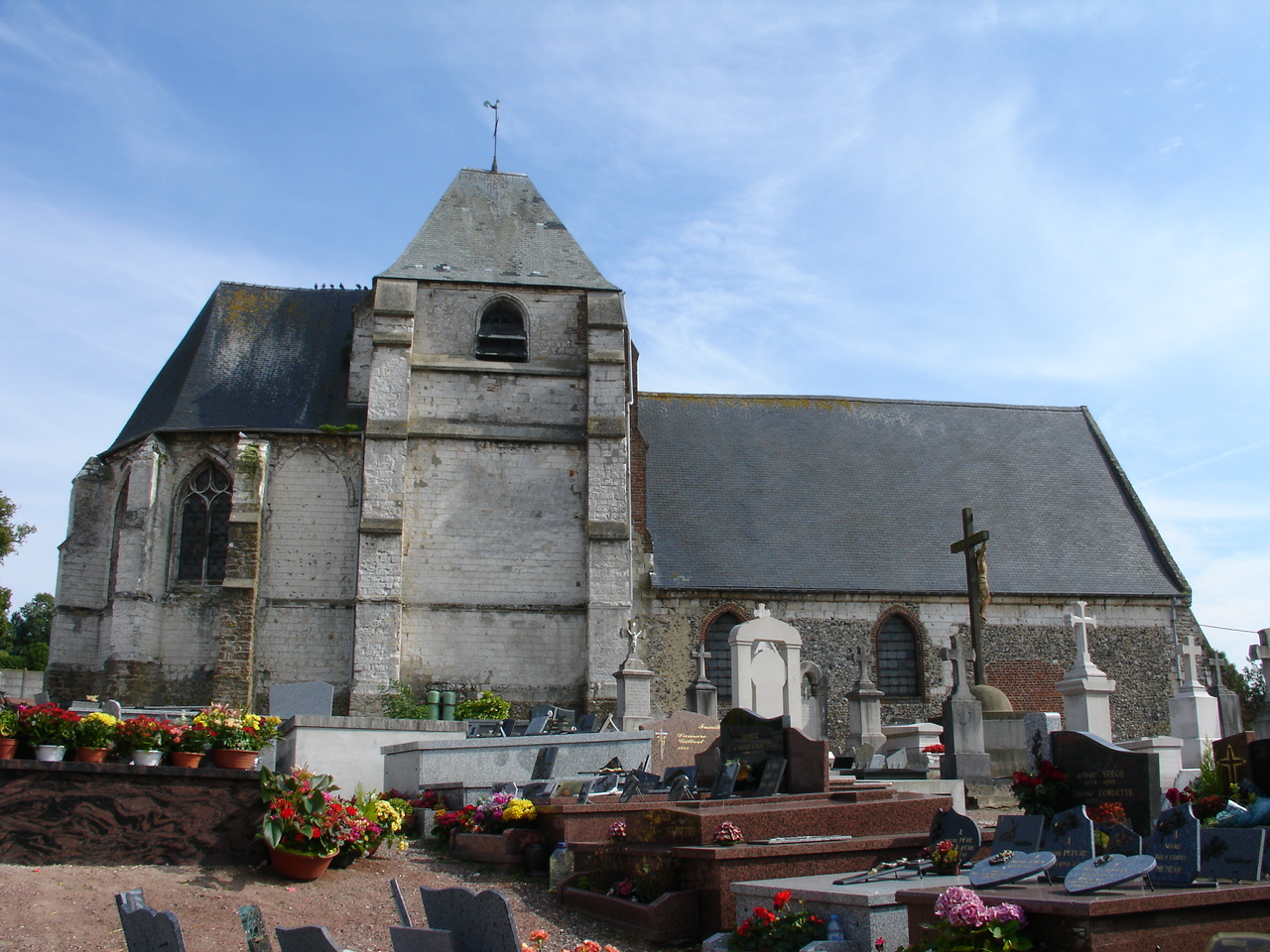
Kirche Notre-Dame-de-l’Assomption
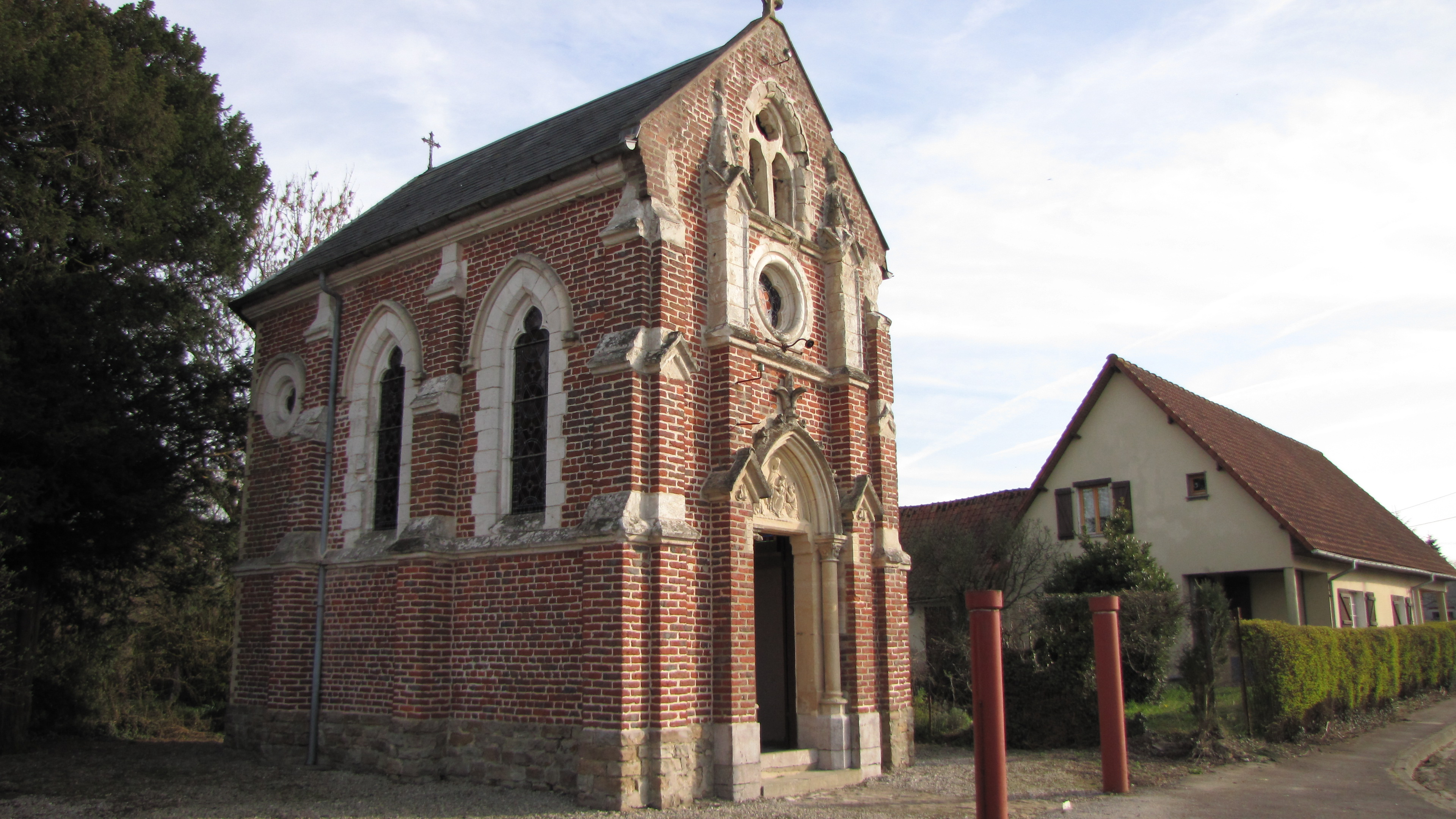
Kapelle Notre-Dame-de-Lourdes